# Y Rhws
Y Rhws (En anglès Rhoose) és una vil·la i una comunitat situada al county borough de Bro Morgannwg, Gal·les. Davant del mar, al Canal de Bristol, es troba a prop de Y Barri.
El poble és la seu de l'Aeroport Internacional de Cardiff, anteriorment RAF Rhoose, del parc d'atraccions Fontygary Leisure Park, d'algunes botigues, una llibreria, dos pubs (El The Fontygary Inn i el the Highwayman), un club social, i una associació de voluntaris per a la defensa de la vida marina anomenat Rhoose Lifeguards.
Y Rhws és un dels pobles que ha experimentat un major creixement a Bro Morgannwg els darrers anys, amb la urbanització de nous espais com ara The Hollies o el Trwyn y Rhws. Tot i així, el desenvolupament d'aquest últim es va veure frenat per culpa dels problemes de drenatge que suposava una infraestructura tant propera al mar.
L'estació de tren, que s'havia de reobrir el 2003, va patir nombrosos retards burocràtics que van obligar a retardar-ne la data fins al 2005. Actualment, hi passen trens cada hora que connecten Cardiff amb Pen-y-bont ar Ogwr via Y Barri i Bro Morgannwg.